# Patinação artística nos Jogos Olímpicos de Inverno de 2018 - Dança no gelo
A competição de dança no gelo da patinação artística nos Jogos Olímpicos de Inverno de 2018 foi disputada na Arena de Gelo Gangneung, localizado na subsede de Gangneung nos dias 19 e 20 de fevereiro. A dança curta foi realizado em 19 de fevereiro e a dança livre no dia 20 de fevereiro.

## Medalhistas
| Ouro   | CAN Tessa Virtue / Scott Moir               |
| Prata  | FRA Gabriella Papadakis / Guillaume Cizeron |
| Bronze | USA Maia Shibutani / Alex Shibutani         |

## Recordes
| Componente  | Patinadores                                 | Pontos | Data                    | Ref.  |
| ----------- | ------------------------------------------- | ------ | ----------------------- | ----- |
| Dança curta | CAN Tessa Virtue / Scott Moir               | 83.67  | 19 de fevereiro de 2018 | [ 3 ] |
| Dança livre | FRA Gabriella Papadakis / Guillaume Cizeron | 123.35 | 20 de fevereiro de 2018 |       |
| Geral       | CAN Tessa Virtue / Scott Moir               | 206.07 | 20 de fevereiro de 2018 |       |

## Programação
Horário local (UTC+9).
| Data            | Horário | Evento      |
| --------------- | ------- | ----------- |
| 19 de fevereiro | 10:00   | Dança curta |
| 20 de fevereiro | 10:00   | Dança livre |

## Resultados

### Dança curta
| Pos.                             | Atletas                                     | TSS   | TES   | PCS   | SS   | TR   | PE   | CH   | IN   | Ded   | StN |
| -------------------------------- | ------------------------------------------- | ----- | ----- | ----- | ---- | ---- | ---- | ---- | ---- | ----- | --- |
| 1                                | CAN Tessa Virtue / Scott Moir               | 83.67 | 44.53 | 39.14 | 9.68 | 9.61 | 9.93 | 9.79 | 9.93 | 0.00  | 20  |
| 2                                | FRA Gabriella Papadakis / Guillaume Cizeron | 81.93 | 42.71 | 39.22 | 9.71 | 9.71 | 9.82 | 9.89 | 9.89 | 0.00  | 21  |
| 3                                | USA Madison Hubbell / Zachary Donohue       | 77.75 | 40.98 | 36.77 | 9.29 | 9.04 | 9.25 | 9.14 | 9.25 | 0.00  | 22  |
| 4                                | USA Maia Shibutani / Alex Shibutani         | 77.73 | 40.33 | 37.40 | 9.36 | 9.18 | 9.46 | 9.36 | 9.39 | 0.00  | 18  |
| 5                                | ITA Anna Cappellini / Luca Lanotte          | 76.57 | 40.00 | 36.57 | 8.93 | 8.96 | 9.32 | 9.14 | 9.36 | 0.00  | 24  |
| 6                                | OAR Ekaterina Bobrova / Dmitri Soloviev     | 75.47 | 38.36 | 37.11 | 9.18 | 9.14 | 9.46 | 9.29 | 9.32 | 0.00  | 23  |
| 7                                | USA Madison Chock / Evan Bates              | 75.45 | 39.39 | 36.06 | 8.93 | 8.86 | 9.04 | 9.11 | 9.14 | 0.00  | 19  |
| 8                                | CAN Kaitlyn Weaver / Andrew Poje            | 74.33 | 37.65 | 36.68 | 9.18 | 8.96 | 9.29 | 9.14 | 9.29 | 0.00  | 17  |
| 9                                | CAN Piper Gilles / Paul Poirier             | 69.60 | 34.95 | 34.65 | 8.64 | 8.46 | 8.71 | 8.79 | 8.71 | 0.00  | 16  |
| 10                               | GBR Penny Coomes / Nicholas Buckland        | 68.36 | 34.70 | 33.66 | 8.36 | 8.14 | 8.50 | 8.54 | 8.54 | 0.00  | 9   |
| 11                               | ITA Charlène Guignard / Marco Fabbri        | 68.16 | 34.19 | 33.97 | 8.46 | 8.43 | 8.50 | 8.46 | 8.61 | 0.00  | 15  |
| 12                               | ESP Sara Hurtado / Kirill Khaliavin         | 66.93 | 35.07 | 31.86 | 8.00 | 7.57 | 8.18 | 7.86 | 8.21 | 0.00  | 7   |
| 13                               | OAR Tiffany Zahorski / Jonathan Guerreiro   | 66.47 | 34.15 | 32.32 | 8.04 | 7.79 | 8.21 | 8.07 | 8.29 | 0.00  | 5   |
| 14                               | POL Natalia Kaliszek / Maksym Spodyriev     | 66.06 | 34.65 | 31.41 | 7.79 | 7.61 | 8.04 | 7.86 | 7.96 | 0.00  | 13  |
| 15                               | JPN Kana Muramoto / Chris Reed              | 63.41 | 32.87 | 30.54 | 7.61 | 7.46 | 7.71 | 7.68 | 7.71 | 0.00  | 14  |
| 16                               | KOR Yura Min / Alexander Gamelin            | 61.22 | 32.94 | 28.28 | 6.96 | 6.82 | 7.21 | 7.18 | 7.18 | 0.00  | 12  |
| 17                               | GER Kavita Lorenz / Joti Polizoakis         | 59.99 | 31.39 | 28.60 | 7.21 | 6.86 | 7.25 | 7.21 | 7.21 | 0.00  | 3   |
| 18                               | FRA Marie-Jade Lauriault / Romain Le Gac    | 59.97 | 31.18 | 28.79 | 7.39 | 7.00 | 7.29 | 7.14 | 7.18 | 0.00  | 6   |
| 19                               | SVK Lucie Myslivečková / Lukáš Csölley      | 59.75 | 31.40 | 28.35 | 7.11 | 6.79 | 7.25 | 7.11 | 7.18 | 0.00  | 11  |
| 20                               | TUR Alisa Agafonova / Alper Uçar            | 59.42 | 29.64 | 29.78 | 7.46 | 7.32 | 7.54 | 7.61 | 7.29 | 0.00  | 8   |
| Não avançaram para a dança livre |                                             |       |       |       |      |      |      |      |      |       |     |
| 21                               | UKR Oleksandra Nazarova / Maksym Nikitin    | 57.97 | 27.26 | 30.71 | 7.64 | 7.46 | 7.75 | 7.79 | 7.75 | 0.00  | 2   |
| 22                               | CHN Wang Shiyue / Liu Xinyu                 | 57.81 | 29.28 | 29.53 | 7.39 | 7.25 | 7.43 | 7.43 | 7.43 | -1.00 | 10  |
| 23                               | CZE Cortney Mansourová / Michal Češka       | 53.53 | 29.11 | 24.42 | 6.29 | 5.93 | 6.14 | 6.25 | 5.93 | 0.00  | 1   |
| 24                               | ISR Adel Tankova / RonaldZilberberg         | 46.66 | 23.85 | 22.81 | 5.75 | 5.61 | 5.75 | 5.86 | 5.54 | 0.00  | 4   |

### Dança livre
| Pos. | Atletas                                     | TSS    | TES   | PCS   | SS   | TR   | PE    | CH    | IN    | Ded  | StN |
| ---- | ------------------------------------------- | ------ | ----- | ----- | ---- | ---- | ----- | ----- | ----- | ---- | --- |
| 1    | FRA Gabriella Papadakis / Guillaume Cizeron | 123.35 | 63.98 | 59.37 | 9.79 | 9.75 | 10.00 | 9.393 | 10.00 | 0.00 | 18  |
| 2    | CAN Tessa Virtue / Scott Moir               | 122.40 | 63.35 | 59.05 | 9.71 | 9.61 | 9.96  | 9.93  | 10.00 | 0.00 | 20  |
| 3    | USA Maia Shibutani / Alex Shibutani         | 114.86 | 59.37 | 55.49 | 9.32 | 9.07 | 9.36  | 9.21  | 9.29  | 0.00 | 17  |
| 4    | OAR Ekaterina Bobrova / Dmitri Soloviev     | 111.45 | 56.25 | 55.20 | 9.14 | 8.89 | 9.29  | 9.32  | 9.36  | 0.00 | 15  |
| 5    | USA Madison Hubbell / Zachary Donohue       | 109.94 | 54.94 | 56.00 | 9.29 | 9.21 | 9.25  | 9.46  | 9.46  | 1.00 | 19  |
| 6    | ITA Anna Cappellini / Luca Lanotte          | 108.34 | 55.27 | 54.07 | 8.93 | 8.71 | 9.14  | 9.07  | 9.21  | 1.00 | 16  |
| 7    | CAN Kaitlyn Weaver / Andrew Poje            | 107.65 | 53.48 | 54.17 | 8.96 | 8.75 | 9.18  | 9.04  | 9.21  | 0.00 | 13  |
| 8    | CAN Piper Gilles / Paul Poirier             | 107.31 | 55.14 | 52.17 | 8.68 | 8.29 | 8.86  | 8.68  | 8.96  | 0.00 | 11  |
| 9    | ITA Charlène Guignard / Marco Fabbri        | 105.31 | 53.82 | 51.49 | 8.57 | 8.50 | 8.57  | 8.57  | 8.71  | 0.00 | 6   |
| 10   | GBR Penny Coomes / Nicholas Buckland        | 101.96 | 51.66 | 50.30 | 8.32 | 8.21 | 8.39  | 8.57  | 8.43  | 0.00 | 12  |
| 11   | ESP Sara Hurtado / Kirill Khaliavin         | 101.40 | 51.68 | 49.72 | 8.14 | 8.04 | 8.43  | 8.36  | 8.46  | 0.00 | 10  |
| 12   | USA Madison Chock / Evan Bates              | 100.13 | 49.04 | 53.09 | 8.64 | 8.71 | 8.71  | 9.14  | 9.04  | 2.00 | 14  |
| 13   | JPN Kana Muramoto / Chris Reed              | 97.22  | 50.75 | 46.47 | 7.64 | 7.54 | 7.86  | 7.75  | 7.93  | 0.00 | 8   |
| 14   | OAR Tiffany Zahorski / Jonathan Guerreiro   | 95.77  | 46.73 | 49.04 | 8.14 | 8.00 | 8.29  | 8.14  | 8.29  | 0.00 | 9   |
| 15   | POL Natalia Kaliszek / Maksym Spodyriev     | 95.29  | 48.45 | 46.84 | 7.64 | 7.68 | 7.89  | 7.82  | 8.00  | 0.00 | 7   |
| 16   | GER Kavita Lorenz / Joti Polizoakis         | 90.50  | 46.78 | 43.72 | 7.29 | 6.96 | 7.43  | 7.32  | 7.43  | 0.00 | 3   |
| 17   | FRA Marie-Jade Lauriault / Romain Le Gac    | 89.62  | 47.04 | 42.58 | 7.25 | 6.82 | 7.14  | 7.21  | 7.07  | 0.00 | 1   |
| 18   | TUR Alisa Agafonova / Alper Uçar            | 87.76  | 44.01 | 43.75 | 7.25 | 7.11 | 7.21  | 7.50  | 7.39  | 0.00 | 5   |
| 19   | KOR Yura Min / Alexander Gamelin            | 86.52  | 44.61 | 41.91 | 6.89 | 6.68 | 7.14  | 6.96  | 7.25  | 0.00 | 4   |
| 20   | SVK Lucie Myslivečková / Lukáš Csölley      | 82.82  | 41.65 | 41.17 | 6.82 | 6.61 | 6.82  | 7.00  | 7.07  | 0.00 | 2   |

### Geral
| Medalha de ouro                  | CAN Tessa Virtue / Scott Moir               | 206.07 | 83.67 | 1  | 122.40 | 2  |
| Medalha de prata                 | FRA Gabriella Papadakis / Guillaume Cizeron | 205.28 | 81.93 | 2  | 123.35 | 1  |
| Medalha de bronze                | USA Maia Shibutani / Alex Shibutani         | 192.59 | 77.73 | 4  | 114.86 | 3  |
| 4                                | USA Madison Hubbell / Zachary Donohue       | 187.69 | 77.75 | 3  | 109.94 | 5  |
| 5                                | OAR Ekaterina Bobrova / Dmitri Soloviev     | 186.92 | 75.47 | 6  | 111.45 | 4  |
| 6                                | ITA Anna Cappellini / Luca Lanotte          | 184.91 | 76.57 | 5  | 108.34 | 6  |
| 7                                | CAN Kaitlyn Weaver / Andrew Poje            | 181.98 | 74.33 | 8  | 107.65 | 7  |
| 8                                | CAN Piper Gilles / Paul Poirier             | 176.91 | 69.60 | 9  | 107.31 | 8  |
| 9                                | USA Madison Chock / Evan Bates              | 175.58 | 75.45 | 7  | 100.13 | 12 |
| 10                               | ITA Charlène Guignard / Marco Fabbri        | 173.47 | 68.16 | 11 | 105.31 | 9  |
| 11                               | GBR Penny Coomes / Nicholas Buckland        | 170.32 | 68.36 | 10 | 101.96 | 10 |
| 12                               | ESP Sara Hurtado / Kirill Khaliavin         | 168.33 | 66.93 | 12 | 101.40 | 11 |
| 13                               | OAR Tiffany Zahorski / Jonathan Guerreiro   | 162.24 | 66.47 | 13 | 95.77  | 14 |
| 14                               | POL Natalia Kaliszek / Maksym Spodyriev     | 161.35 | 66.06 | 14 | 95.29  | 15 |
| 15                               | JPN Kana Muramoto / Chris Reed              | 160.63 | 63.41 | 15 | 97.22  | 13 |
| 16                               | GER Kavita Lorenz / Joti Polizoakis         | 150.49 | 59.99 | 17 | 90.50  | 16 |
| 17                               | FRA Marie-Jade Lauriault / Romain Le Gac    | 149.59 | 59.97 | 18 | 89.62  | 17 |
| 18                               | KOR Yura Min / Alexander Gamelin            | 147.74 | 61.22 | 16 | 86.52  | 19 |
| 19                               | TUR Alisa Agafonova / Alper Uçar            | 147.18 | 59.42 | 20 | 87.76  | 18 |
| 20                               | SVK Lucie Myslivečková / Lukáš Csölley      | 142.57 | 59.75 | 19 | 82.82  | 20 |
| Não avançaram para a dança livre |                                             |        |       |    |        |    |
| 21                               | UKR Oleksandra Nazarova / Maksym Nikitin    | 57.97  | 57.97 | 21 | —      | —  |
| 22                               | CHN Wang Shiyue / Liu Xinyu                 | 57.81  | 57.81 | 22 | —      | —  |
| 23                               | CZE Cortney Mansourová / Michal Češka       | 53.53  | 53.53 | 23 | —      | —  |
| 24                               | ISR Adel Tankova / Ronald Zilberberg        | 46.66  | 46.66 | 24 | —      | —  |

Legenda
| Recorde mundial      | Recorde mundial (World record)               |                       | Recorde africano                      | Recorde africano (African) |                                           | Q | Classificado por posição (Qualified) |
| Recorde olímpico     | Recorde olímpico (Olympic record)            | Recorde da América    | Recorde da América (Americas)         | q                          | Classificado por melhor tempo (Qualified) |   |                                      |
| Melhor marca do ano  | Melhor marca do ano (World leading)          | Recorde asiático      | Recorde asiático (Asian)              | DNS                        | Não largou (Did not start)                |   |                                      |
| Recorde nacional     | Recorde nacional (National record)           | Recorde europeu       | Recorde europeu (European)            | DNF                        | Não terminou (Did not finish)             |   |                                      |
| Recorde pessoal      | Recorde pessoal do atleta (Personal best)    | Recorde da Oceania    | Recorde da Oceania (Oceania)          | DSQ / DQ                   | Desclassificado (Disqualified)            |   |                                      |
| Recorde da temporada | Recorde da temporada do atleta (Season best) | Recorde sul-americano | Recorde sul-americano (South America) | NM                         | Sem marca (No mark)                       |   |                                      |